# Gerrit Zitterbart

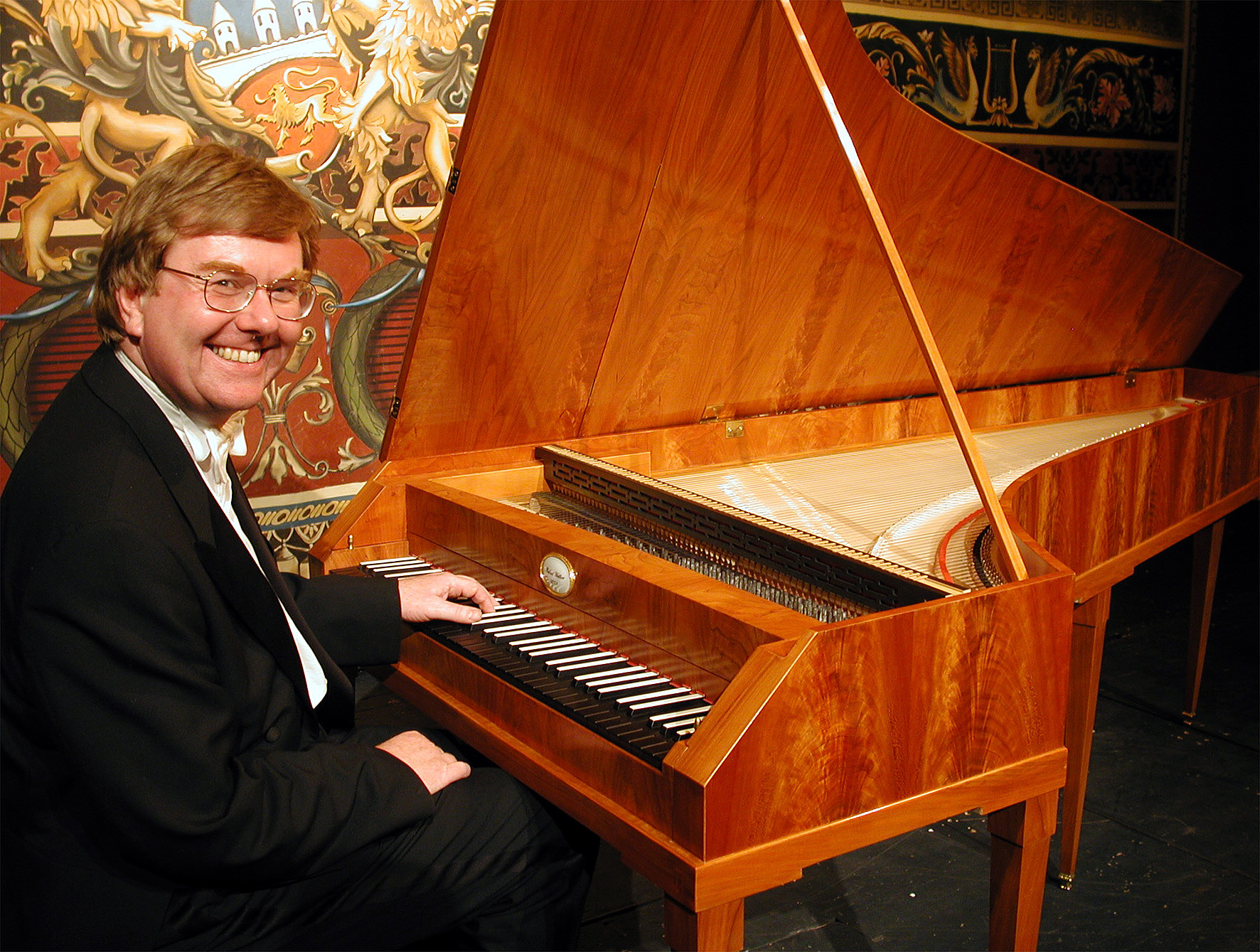
Gerrit Zitterbart am Hammerflügel (2003)

Gerrit Zitterbart (* 9. Mai 1952 in Göttingen) ist ein deutscher Pianist und Kammermusiker.

## Leben und Wirken

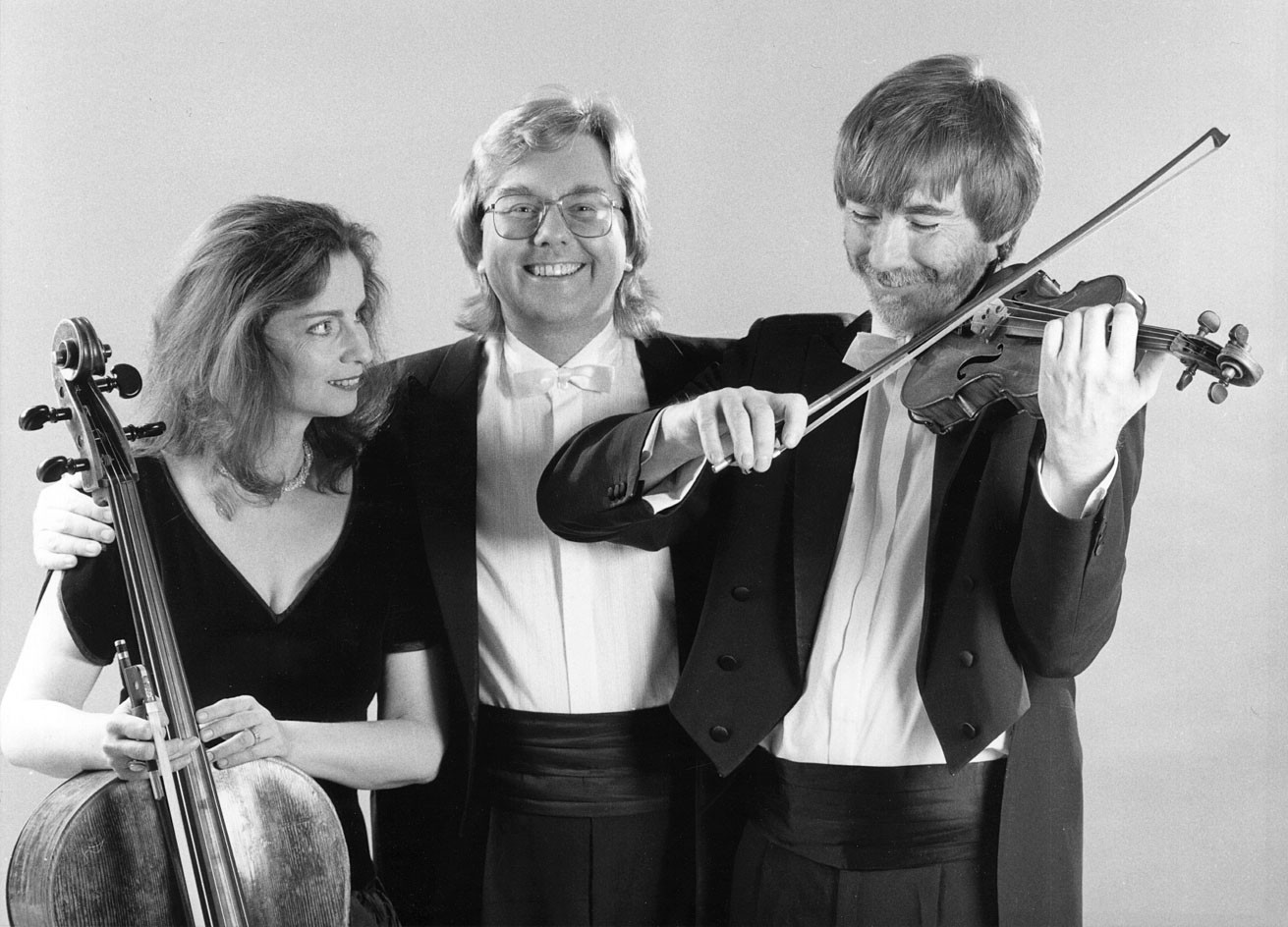
Abegg Trio (1990)

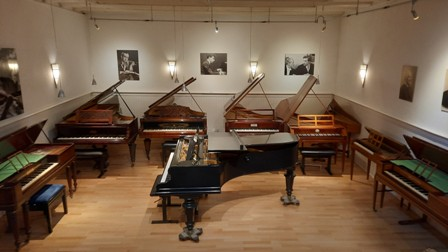
Clavier-Salon Göttingen

Gerrit Zitterbart erhielt im Alter von sieben Jahren ersten Klavierunterricht. Von 1971 bis 1979 folgten Studien an der Musikhochschule Hannover bei Erika Haase, Karl Engel und Lajos Rovatkay sowie in Salzburg, Freiburg und Bonn bei Hans Leygraf, Carl Seemann und Stefan Askenase. Zu Beginn der pianistischen Laufbahn standen Wettbewerbserfolge in der Schweiz, Belgien, Frankreich, Italien und Deutschland.
1976 gründete er gemeinsam mit Ulrich Beetz (Violine) und Birgit Erichson (Violoncello) das Abegg Trio, das über 40 Jahre in dieser Besetzung zusammenarbeitete und bis 2017 ca. 1.250 Konzerte gab. Zitterbart spielte im Duo mit unter anderem Gunhild Hoelscher, Matthias Metzger, Elisabeth Kufferath, Friederike Starkloff (Violine), Jan Diesselhorst, Leonid Gorokhov, Christian Poltéra und Christoph Henkel (Violoncello), Denise Wambsganß (Mandoline), Felix Klieser, Stefan Katte (Horn) sowie mit Streichquartetten (Klenke, Malion, Mandelring, Tokio-Berlin, Gauss). Außerdem erfolgte eine Zusammenarbeit mit zahlreichen Sängern, darunter Heidrun Blase, Hans-Peter Blochwitz, Henryk Böhm, Tomasz Raff, Maya Boog und Susanna Pütters. Zitterbart war Mitglied des Arte Ensembles Hannover und trat im Klavier-Quartett mit dem Kandinsky Trio auf.
Seit 2002 liegt einer seiner Schwerpunkte in Konzerten auf historischen Hammerflügeln. Es entstanden CD-Aufnahmen auf Hammerflügeln u. a. mit Werken der Bachsöhne, von Mozart, Clementi, Haydn, Beethoven, Hummel, Schubert, Mendelssohn Bartholdy, Brahms, Dvořák und Liszt. Im Mai 2008 gab Zitterbart als erster Pianist Klavierabende mit einem Hammerflügel in Peking.

### Clavier-Salon
Von 2012 bis Ende 2024 leitete Zitterbart in der Göttinger Altstadt einen Clavier-Salon, in dem pro Monat vor jeweils maximal 60 Zuhörern sieben bis zehn Konzerte stattfanden. Es standen dort ständig neun historische Tasteninstrumente bereit: Clavichord, Spinett, englische Squarepianos, Hammerflügel aus Wien, Paris und Berlin. Ebenfalls wurden Konzerte junger internationaler Preisträger mit Programmen für Klavier solo und Klavier-Kammermusik veranstaltet. Konzerte für Kinder hatten das Ziel, diesen die klassische Musik näherzubringen. Zitterbart produzierte auch spezielle Kinder-CDs (Die Familie Bach, Musik, die Geschichten erzählt, Robert & Peter).

### Lehrtätigkeit
Von 1981 bis zu seinem Eintritt in den Ruhestand 2022 lehrte Zitterbart an der Hochschule für Musik Hannover, zunächst als Lehrbeauftragter; 1983 wurde er zum Professor ernannt. 2007 bis 2010 war er Vizepräsident der Hochschule und war über viele Jahre Sprecher der Fachgruppe Klavier und Studiengangssprecher der Bachelor- und Master-Studiengänge Tasteninstrumente. Um jungen Musikern den Zugang zu historischen Spielweisen zu vermitteln, gründete Zitterbart an der Hochschule den Verein Clavier e. V., der die Finanzierung einer Instrumentensammlung als Überblick über die wichtigsten Stationen des Klavierbaus ermöglicht.

## Auszeichnungen
Zitterbart erhielt in Frankreich den Choc für seine Einspielung mit frühen Mozart-Klavierkonzerten, mit dem Abegg Trio wurde er fünfmal beim Preis der deutschen Schallplattenkritik (Vierteljahresliste) ausgezeichnet.

## Diskografie (Auswahl)
- Wolfgang Amadé Mozart: Tre Sonate. Klaviersonaten a-Moll KV 310, C-Dur KV 330, B-Dur KV 333 (Tacet; 1989)
- Ludwig van Beethoven: Klaviersonaten. Sonaten D-Dur op. 10,3, d-Moll op. 31,2, C-Dur op.53 / Sturm-Sonate / Waldstein-Sonate (Tacet; 1990)
- Wolfgang Amadé Mozart: Klavierkonzerte C-Dur KV 246, B-Dur KV 595. Mit dem Berliner Barockorchester, Dirigent: Konrad Latte (gutingi; 1991)
- Frédéric Chopin: Balladen, Nocturnes, Sonate. Klaviersonate Nr. 3 op.58; Balladen Nr. 1-4; Nocturnes Nr. 1, 8, 15, 20  (Tacet; 1992)
- What about this, Mr. Clementi: Flügel von Bechstein, Bösendorfer, Fazioli, Steinway, Yamaha. Werke von Blacher, Debussy, Strawinsky, Skrjabin, Berg, Stockhausen: (Tacet; 1993)
- Frédéric Chopin Recital. Andante spianato & Polonaise op.22, Polonaise-Fantaisie op.61, Fantaisie op.49, Impromptus op.36 & 66, Mazurken, Walzer (gutingi; 1994)
- Sonatinen-Album. Werke von Mozart, Clementi, Beethoven, Kuhlau, Schumann, Reger, Satie, Ravel, Bartók (gutingi; 1996)
- Johann Christian Bach: Klaviersonaten op. 5,2-4 / Wolfgang Amadé Mozart: 3 Klavierkonzerte nach Sonaten von J. Chr. Bach KV 107, 1-3. Mit dem Schlierbacher Kammerorchester, Dirigent: Thomas Frey (Hänssler Classic; 1996)
- Wolfgang Amadé Mozart: Klavierkonzerte F-Dur KV 37, B-Dur KV 39, D-Dur KV 40, G-Dur KV 41. Mit dem Schlierbacher Kammerorchester, Dirigent: Thomas Fey (Hänssler Classic; 1997)
- Franz Schubert: Sonaten A-Dur D 959, B-Dur D 960 (gutingi; 1997)
- Facetten. Ludwig van Beethoven: Sonate Es-Dur op.81a, Wolfgang Amadé Mozart: Sonate C-Dur KV 545, Franz Schubert: Sonate B-Dur D 960 (gutingi; 1998)
- Joseph Haydn: Klavierkonzerte  F-Dur, G-Dur, D-Dur. Mit dem Schlierbacher Kammerorchester, Dirigent: Thomas Fey (Hänssler Classic; 1999)
- Wolfgang Amadé Mozart: Klavierkonzerte C-Dur KV 246, B-Dur KV 238, Es-Dur KV 271. Mit dem Schlierbacher Kammerorchester, Dirigent: Thomas Fey (Hänssler Classic; 2000)
- Johannes Brahms: Deutsche Volkslieder / Benjamin Britten: European Folksongs. Mit Maya Boog, Sopran; Hans Peter Blochwitz, Tenor (gutingi; 2000)
- Robert Schumann: Abegg-Variationen op.1, Carnaval op.9 / Johannes Brahms: Fantasien op.116, Intermezzi op.117 (gutingi; 2003)
- Ludwig van Beethoven: Violinsonaten op.12, 1-3, Variationen WoO 40, Rondo WoO 41. Mit Matthias Metzger, Violine (Hänssler Classic; 2004)
- Wolfgang Amadé Mozart: Sonaten a-Moll KV 310, C-Dur KV 330, B-Dur KV 333, Fantasien d-Moll KV 397, c-Moll KV 475 (gutingi; 2005)
- Was machst Du mit dem Knie, lieber Brahms? Pianistische Parodien im Stil großer Meister von Siegfried Ochs, Karl Herrmann Pillney, Hans Priegnitz, Joachim Volkmann (Edition Ohrwurm; 2004)
- Zwischen Wien und London. Klaviersonaten von J. C. F. Bach, Joh. Chr. Bach, Clementi, Haydn, Hummel (Clavier; 2007)
- Franz Schubert: Klaviersonate B-Dur D 960, Tänze (Clavier; 2007)
- Bartolomeo Bortolazzi / Ludwig van Beethoven /  Gabriele Leone / Johann Nepomuk Hummel: Sonaten für Mandoline & Fortepiano. Mit Denise Wambsganß, Mandoline (Clavier; 2007)
- Der junge Beethoven in Wien 1795–1800. Klaviersonaten c-Moll op.13, g-Moll & G-Dur op.49, Variationen WoO 69 & 70, Bagatellen (Clavier; 2008)
- Adam Valentin Volckmar: Klaviertrios B-Dur & C-Dur. Mit dem Arte-Ensemble (CPO; 2009)
- Ludwig van Beethoven: Violinsonaten Nr. 4 a-Moll op.23, Nr. 5 (Frühlingssonate) F-Dur op.24, Nr. 9 (Kreutzersonate) A-Dur op.47. Mit Matthias Metzger, Violine (Coviello; 2009)
- Joseph Haydn: Arianna a Naxos, Lieder für das Clavier. Mit Heidrun Blase, Sopran (Clavier; 2011)
- Kurt Weill: Zaubernacht. Mit dem Arte-Ensemble (CPO; 2012)
- Schlummerklassik für die Kleinsten. Schlaf- und Wiegenlieder großer Komponisten. Werke von u. a. Schubert, Mendelssohn Bartholdy, Schumann, Brahms, Wagner, Liszt, Grieg, Wolf, Strauss. Mit Heidrun Blase, Sopran (gutingi; 2012)
- Joseph Haydn: Die sieben letzten Worte unseres Erlösers am Kreuze op.49 (Fassung für Klavier solo). (Clavier; 2014)
- 1829. Franz Schubert: Impromptus op.90, Sonate A-Dur op.120 / Felix Mendelssohn Bartholdy: Fantasie op.15, Lieder ohne Worte op.19, Rondo capriccioso op.14 Flügel von Nannette & Baptist Streicher 1829  (Clavier; 2014)
- Wolfgang Amadé Mozart: Klavierkonzerte C-Dur KV 467, A-Dur KV 488, Arie KV 505, Rondo KV 511, Lieder. Mit Heidrun Blase, Sopran; Norddeutsche Kammerakademie, Dirigent: Thomas Dorsch (gutingi; 2014)
- König Georg V. und sein musikalischer Kreis. Werke von Georg V., Marschner, Berlioz, Schumann, Brahms, Fauré: Lieder, Klavierwerke und Melodramen. Mit Heidrun Blase, Sopran; Rudolf Krieger, Rezitation (Clavier; 2016)
- Franz Liszt / Antonín Dvořák: Lieder, Klavierwerke und Melodramen. Mit Heidrun Blase, Sopran; Rudolf Krieger, Rezitation (Clavier; 2017)
- Er und sie: Komponistinnen im Schatten. Werke von u. a. Fanny Hensel, Clara Wieck, Delphine von Schauroth, Cécile Chaminade, Amy Elsie Horrocks, Lili Boulanger. Mit Heidrun Blase, Sopran; Heike Malz, Flöte; Rudolf Krieger, Rezitation (Clavier; 2018)

Veröffentlichungen mit dem Abegg Trio
→ siehe: Diskografie Abegg Trio

## Hörbücher
- Was machst du mit dem Knie, lieber Brahms, Parodien großer Meister von Ochs, Pillney, Priegnitz und Volkmann (Edition Ohrwurm; 2004)
- Musik, die Geschichten erzählt, Kinder-CD mit Werken von Rameau bis Bartók, gespielt auf Hammerflügel und modernem Flügel (Edition Ohrwurm; 2004)
- Die Familie Bach, Kinder-CD mit Werken von Johann Sebastian Bach und seinen Söhnen, gespielt auf Clavichord, Cembalo, Hammerflügel und modernem Flügel (Edition Ohrwurm; 2004)
- Nachhall einer Liebe, George Sand und Frédéric Chopin (Edition Ohrwurm; 2006)
- Robert & Peter, Kinder-CD mit Werken von Schumann (op.68) und Tschaikowsky (op.39) (Edition Ohrwurm; 2007)